# ロードブリティッシュ
ロードブリティッシュ（LORD BRITISH）とは、コナミのシューティングゲーム『沙羅曼蛇』などに登場する架空の宇宙戦闘機である。

## 概要
『沙羅曼蛇』で「ビックバイパー」に対する、2プレイヤー側機体として登場。以来、グラディウスシリーズに頻繁に登場し、ビックバイパーに次ぐ知名度のある機体である。イメージカラーは赤。

## 設定
惑星グラディウスと同じ「メタリオン星系」内の惑星ラティスが開発した機体である。バクテリアンの精鋭部隊「サラマンダ軍」に惑星ラティスが攻撃された際、窮地に陥ったラティスの王子「ロードブリティッシュ」は自ら試作段階の超時空戦闘機に乗り込んで戦うが敗北してしまう。満身創痍で脱出した彼は、相互安全協定と通商条約を結んでいる惑星グラディウスの援助を求め、ビックバイパーと共にラティス奪還を果たした。その後彼の功績を称えて、その超時空戦闘機には「ロードブリティッシュ」の名前がそのまま冠された。

## 諸元
ビックバイパーより攻撃力は劣るものの小柄で俊敏な機体とされており、『ソーラーアサルト』ではその違いが顕著に現れている。
- 全長：20.24m
- 全高：5.47m
- 全幅：13.50m
- 乗員：1名（OVA版は複座型で2名）
- 最高速度：5.60c（1c=光速）
- 動力：RA-3対消滅エンジン×1
- 固定武装：インパルスレールガン×1
- 可変武装：反陽子ビームガン、プラズマウェーブレーザー、マルチプルスマートミサイル、同時制御多目的戦闘エネルギーポッド、各種防御フィールドジェネレータ

（『グラディウス外伝』時のもの）

## 登場シリーズ
沙羅曼蛇
性能はビックバイパーと同じだがグラフィックが異なり、「先割れ」型ではなく(ファミコン版は先割れ型)、エンジンも1基である。沙羅曼蛇はこの時代のゲームとしては珍しく、1P/2Pどちらからでもゲームを始める事ができる。
ライフフォース
パワーアップゲージの順番が違う。ビックバイパーは通常の スピード・ミサイル・パルス・レーザー・マルチプル・シールドなのに対し、ミサイル・レーザー・マルチプル・パルス・スピード・シールド という順番になっている。レーザーやマルチプル（オプション）が少ないカプセルで付けられる反面、スピードアップはなかなか取れない。
極上パロディウス、セクシーパロディウス
機体性能はビックバイパーと同じだが、レーザーのグラフィックが沙羅曼蛇と同様になっている。
実況おしゃべりパロディウス
ミサイルがツインホークウィンド、ダブルがリップルレーザー、シールドがマルチシールドになっており、沙羅曼蛇での性能に近い。
ソーラーアサルト
移動速度が一番速い。ミサイルは2WAY、ダブルはフリーウェイ、レーザーはリップルレーザー。
グラディウス外伝
ミサイルは2WAY、ダブルはリップルレーザー、レーザーはディスラプター。本来レーザーの一種であるリップルがダブル装備となっている。
ポップンミュージックシリーズ
「GRADIUS -FULL SPEED-」が収録された『11』以降、自キャラとして使用可能。ビックバイパーを選び、色替え状態で決定すると機体が赤色となり名前が「LORD BRITISH」となる。また、自キャラでビックバイパーを使用した状態で「グラディウス」を選曲する事でもライバルキャラクターとして登場する。
初登場のアーケード版『11』では綴りが間違って「LOAD BRITISH」と表記されていたが、現行作品では修正されている。
オトメディウス
当作品では超時空戦闘機ではなく「戦闘騎」と呼ばれるバイク型の小型兵器として登場。パワーアップゲージの順番がスピード、ミサイル（ツインミサイル）、レーザー（C.レーザー）、ダブル（リップル）、バーストとなっている。リップルレーザーはザコ敵を貫通する。ドラマチックバーストはスプレッドボム。
遊☆戯☆王オフィシャルカードゲーム
ビックバイパーらと同じくモンスターカードとして登場。
沙羅曼蛇III
「ロードブリティッシュMk-III」という名称で登場。『沙羅曼蛇』とは異なって1P側の自機となり、2P側は「ビックバイパー TYPE-L」となる。
パワーアップは『沙羅曼蛇』とほぼ同じだが、マルチプルのフォーメーションが取る度にノーマルからスネーク、スネークからノーマルに変更できる「マルチプルチェンジ」が追加され、オプションがある時に発動すると一定時間ショットを超強化できる「バースト」があるが、終了後に通常ショットにパワーダウンしてオプションが白くなり、オプションが本来の色に戻るまで使用不可能になる。